# Terminal Terrestre de Manta
La terminal terrestre de Manta Luis Valdiviezo Morán o simplemente terminal terrestre de Manta, es una terminal de buses ubicada a 2 kilómetro del aeropuerto Eloy Alfaro, en la ciudadela El Palmar sector noroeste de Manta (Ecuador). La terminal, cuenta con oficinas de 26 cooperativas de transporte cantonal, intercantonal e interprovincial, su estacionamiento de playa es de 15.000 metros cuadrados.
La terminal se proyecta como un centro comercial del norte de la ciudad con una similitud al terminal de Guayaquil, se ubica en una zona de descongestionamiento vehicular que conecta hacia las vías que circundan la urbe porteña. Su inversión aproximada superó los 22 millones de dólares. Fue inaugurada el 4 de noviembre de 2017.